# 田尾 (彰化縣大字)
田尾，是臺灣彰化縣田尾鄉的一個地名，位於該鄉中部。相較於今日行政區，其範圍大致包括田尾村、豐田村。

## 歷史
台灣清治末期至日治初期，田尾地區為一街庄，稱為「田尾庄」，隸屬於東螺東堡。該庄輪廓略呈西北—東南走向狹長形，東北與打簾庄為鄰，東南與曾厝崙庄、饒平厝庄為鄰，西南邊及西邊為溪仔頂庄。。
1901年（日治明治三十四年）11月，全台廢縣廳改設二十廳，該庄隸屬於彰化廳。1903年（明治三十六年）6月，該庄編入「海豐崙區」，隸屬於彰化廳。1909年（明治四十二年）10月，合併二十廳為十二廳，海豐崙區改隸屬於臺中廳。1920年（大正九年），廢廳、支廳、區、街庄（舊制）改設州、郡、街庄（新制）、大字，該庄改制為「田尾」大字，隸屬於臺中州北斗郡田尾庄。
戰後田尾庄改制為田尾鄉，隸屬於臺中縣，大字亦改制為村。1950年10月，中、彰、投分治，田尾鄉改隸屬彰化縣。

## 聚落
本地區發展較早的聚落為田尾，在日治期初期的官方地圖上已有記載。此外，本地區尚有田頭仔聚落。

## 交通
國道1號又稱「中山高速公路」，是貫穿台灣西部的兩條縱向高速公路之一，大致以縱向轉北北東—南南西走向經過田尾地區西部邊界外不遠處。北側最近的交流道是縣道148號交會處的員林交流道，南側最近的是縣道150號交會處南側的北斗交流道，由此等可快速前往國道1號沿線各地。
省道台1線（中山路二段～一段）又稱「縱貫公路」，是台北至屏東楓港的傳統平面幹道，大致以北北東—南南西走向轉東北—西南走向經過本地區東南部邊界地帶。由該道路向北北東可前往永靖、埔心東部、員林、大村等地，向西南可前往北斗、溪州、埤頭南端等地。
鄉道彰141線（中正路二段～一段）是三塊厝至田尾的道路，大致西北微北—東南微南走向經過本地區西南部。由該道路向西北微北可前往溪子頂西北部、海豐崙、海豐崙與竹子腳交界地帶、竹子腳西南端、阿媽厝南端、阿媽厝與西勢厝交界地帶、西勢厝東部邊界地帶偏北並止於省道台19線路口，向東南微南可前往溪子頂東部、饒平厝西南部並止於省道台1線路口。
鄉道彰150-1線（民族路一段）是柳鳳至頂田尾的道路，其東側端點位於本地區東南部邊界地帶的省道台1線路口。由此向北北東至本地區東南部凸出部分的北側邊界地帶，轉北北西沿邊界而行，至公園路一段路口轉北微東出境後，轉西北西可前往打簾中部偏西並止於鄉道彰150線轉角路口。
鄉道彰153線（前庄巷、光明巷、三溪路一段、塗墩巷、三號路）是仁里至中寮的道路，其北側端點位於本地區西部邊界處鄉道彰154線路口。由此向東南沿邊界而行，轉南南西出境後可前往溪子頂、北勢寮並止於縣道150號路口。
鄉道彰154線（光復路四段～三段）是海豐至朝興的道路，大致以西北西—東南東走向到達本地區西部邊界處鄉道彰153線起點路口，轉東北入境後經鄉道彰141線路口，其後順路轉東南東再轉東南蜿蜒而行，經正田路路口後沿本地區南部邊界蜿蜒而行，經省道台1線路口後出境。由該道路向西北西可前往溪子頂西北部並止於國號1號東側的鄉道彰152線路口，向東南可前往饒平厝與田尾交界地帶、饒平厝北部、曾厝崙、鎮平南部、小紅毛社、大紅毛社與張厝交界地帶、張厝與崙雅交界地帶、崙雅與社頭交界地帶、社頭、舊社、石頭坑南部偏西並止於縣道137號路口。